# Destacamento de Inteligencia 182
El Destacamento de Inteligencia 182 (a partir de 1982, Destacamento de Inteligencia 163) fue una unidad del Ejército Argentino.

## Historia
Durante el terrorismo de Estado en Argentina, el reglamento del Ejército Argentino establecía que las grandes unidades de combate, es decir, las brigadas, podían recibir apoyo de inteligencia mediante destacamentos, compuestos por interrogadores, intérpretes, etc. El Destacamento de Inteligencia 182 era una unidad dependiente del Comando del V Cuerpo de Ejército con base en la ciudad de Neuquén teniendo una sección dependiente en San Carlos de Bariloche. Su jefe fue el teniente coronel Mario Alberto Gómez Arenas, desde el 7 de diciembre de 1974 hasta el 5 de diciembre de 1977.
En 1975, el 182 participó del Operativo Independencia enviando personal especializado al III Cuerpo de Ejército y la V Brigada de Infantería, que actuaban en aquella operación desarrollada en la provincia de Tucumán. En octubre de ese año, el general de brigada Roberto Eduardo Viola dictó la directiva 404/75, que ordenaba los roles a cumplir por las diferentes unidades militares en la autodenominada «lucha contra la subversión». Para la inteligencia, dictó, entre otras cosas,  [sic] «un fluido y permanente intercambio informativo entre las unidades de inteligencia y el Batallón de Inteligencia 601 […]».
En 1982, cambió su nombre por Destacamento de Inteligencia 162.